# Uusikaupunki
Uusikaupunki (švédsky Nystad) je finské město a samosprávný územní celek v provincii Vlastní Finsko (finsky Varsinais-Suomi). Leží na pobřeží Botnického zálivu, přibližně 70 km severozápadně od Turku. Počet obyvatel celku je 15 510 (2015), rozloha je 55,65 km², z čehož 49,04 km² zaujímá vodní plocha. Hustota zalidnění je 32,99 obyvatele na km².
Jazykem tohoto celku je pouze finština. Finské i švédské jméno znamená totéž – „nové město“. Uusikaupunki je sídlem společnosti Valmet Automotive, která vyrábí automobily a jiné dopravní prostředky pro další zpracovatele. Mimo jiné sem přenesly část výroby automobilky Opel, Saab Automobile, Lada a Porsche.

## Historie
V roce 1721 zde byla podepsána Nystadská smlouva, která ukončila Severní válku a zaručila Rusku územní zisky.
Původní jméno základní vesnice, která byla později začleněna do Uusikaupunki, bylo Kalainen (přídavné jméno, které ve finštině znamená „mající množství ryb“). Svůj prapůvod měla v tržišti, které se v regionu Vakka-Suomi nacházelo. Samotné město Uusikaupunki bylo založeno v roce 1617 dekretem Gustava II. Adolfa. Městu byla zaručena obchodní práva.
Do 19. století bylo Uusikaupunki významným obchodním a rybářským přístavem. Do druhé poloviny 20. století se zde držel důležitý průmysl na výrobu lodí.

## Rodáci
- Robert Wilhelm Ekman – malíř

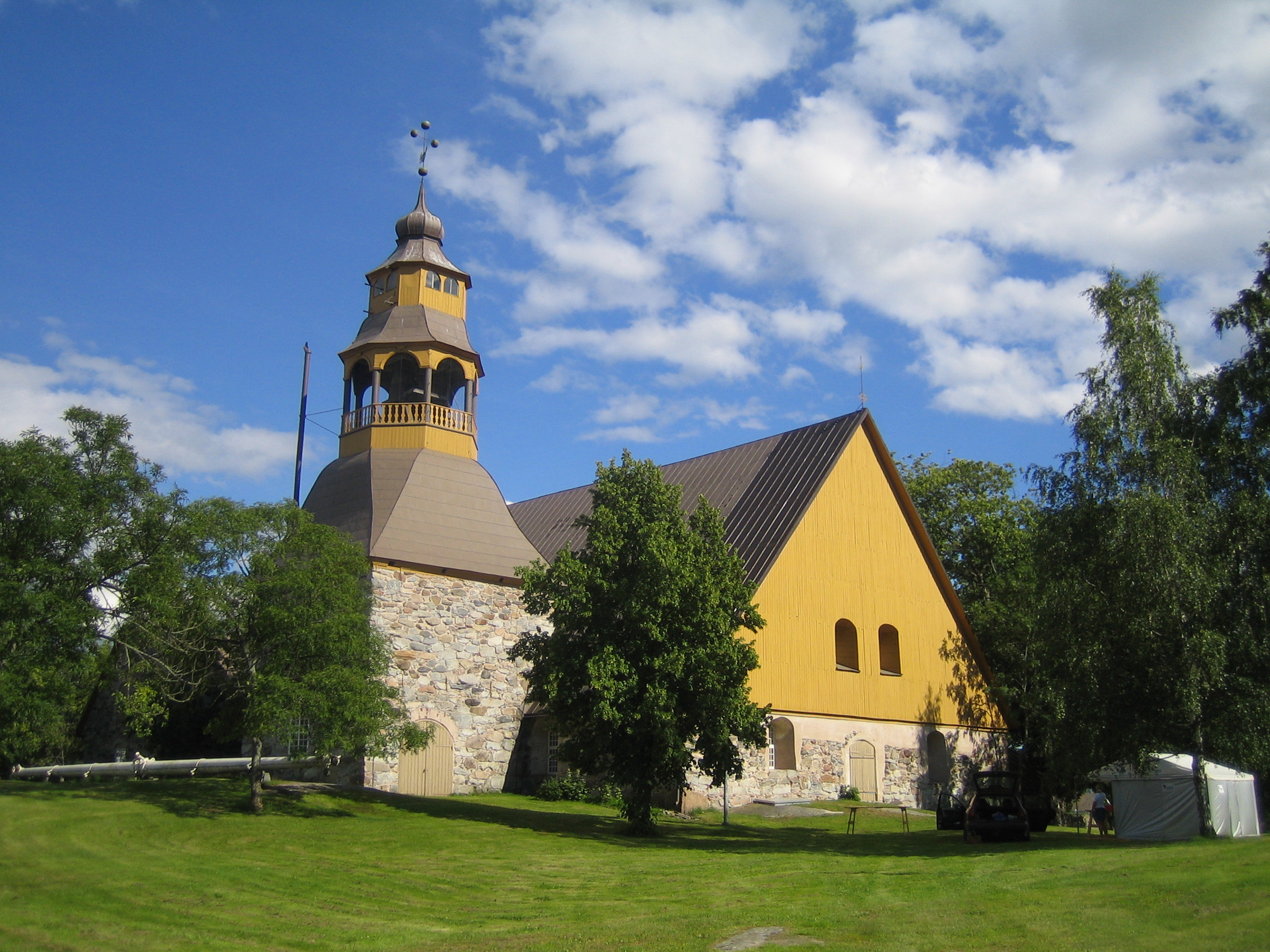
starý kostel

- B.H. Crusell – Bernhardt Crusell (1775–1834) – klarinetista virtuóz a skladatel
- Arvid Liljelund (1844–1899) – malíř
- Martti Simojoki – bývalý finský arcibiskup
- Ilmari Saarelainen – finský herec
- Gerald Lee – basketbalista (Old Dominion University)
- Kari Takko – hokejový brankář
- Reijo Laine – bývalý vedoucí obchodu a produkce v Suomen Rehu Ltd.

## Partnerská města
- Antsla, Estonsko
- Haderslev, Dánsko
- Novgorod, Rusko
- Sandefjord, Norsko
- Szentendre, Maďarsko
- Varberg, Švédsko